# Abu Lahab
Abū Lahab (in arabo ﺍﺑﻮ ﻟﻬﺐ‎?; La Mecca, ... – 624) è stato un mercante e politico arabo.
Figlio di ʿAbd al-Muṭṭalib b. Hāshim e di Lubnā bint Hājir dei Banu Khuza'a, era zio paterno di Muhammed(SAW).
Avversò strenuamente il nipote, ritenendolo un esaltato ostile alle tradizioni della comune tribù meccana dei Quraysh e un pericoloso eversore degli equilibri economici e sociali della città, tanto da essere uno dei pochi personaggi storici contemporanei del Profeta ad essere citato nel Corano che, alla sura CXI, ne ricorda la moglie e le sue azioni parimenti ostili verso il nipote.
Il suo vero nome era ʿAbd al-ʿUzzā (Adoratore di al-ʿUzzā) e dal maggiore dei due figli - ʿUtba e ʿUtayba - assunse la sua kunya onorifica di Abū ʿUtba. Entrambi i figli andarono sposi a due figlie di Maometto (rispettivamente a Ruqayya e a Umm Kulthūm), secondo quello che gli antropologi definiscono "matrimonio preferenziale" che consentono alle unioni matrimoniali tra cugini di non disperdere il patrimonio del comune ascendente.

Abū Lahab fu una kunya datagli invece in virtù della bellezza del suo aspetto (il significato infatti è "Quello della fiamma").
Malgrado la sua ostilità per Maometto, fu costretto dalla legge non scritta della muruwwa ad assicurare la sua protezione al nipote dopo la morte di Abū Ṭālib ma, quando Abu Jahl e ʿUqba b. Abī Muʿayṭ gli suggerirono maliziosamente di chiedere a Maometto quale destino avrebbe conosciuto nell'Aldilà ʿAbd al-Muṭṭalib, la tradizione afferma che fu fortemente contrariato nel sentirsi rispondere che, in quanto miscredente, al comune parente sarebbe stato riservato il Castigo Eterno.
A prescindere dalla verosimiglianza dell'episodio (Maometto era stato allevato amorevolmente dal nonno, che egli da bimbo aveva teneramente amato, oltre che dalla discutibilità del fatto che si potesse considerare miscredente, degno dell'Inferno islamico, chi era morto prima del beneficio della Rivelazione coranica, la reazione di Abū Lahab fu di togliere la sua protezione al nipote, in virtù della violazione da lui operata di una delle componenti delle muruwwa.
Maometto fu quindi costretto a cercare fuori dal proprio clan la protezione che per lui era letteralmente vitale e la trovò nel Sayyid del clan dei B. Nawfal, al-Muṭʿim b. ʿAdī, con tutta la precarietà che ciò comportava, tanto da indurlo a cercare per sé e i suoi fedeli un nuovo luogo che potesse consentire a tutti loro una vita più sicura e ragionevolmente sgombera da pericoli.
Di lì a poco, infatti, fu da lui organizzata l'Egira e il trasferimento dei musulmani nella più settentrionale Yathrib. 
Abū Lahab morì poco dopo la battaglia di Badr, per la quale si dice si fosse fatto rimpiazzare da una persona da lui pagata per tale scopo.